# Holland Királyi Légierő
A Holland Királyi Légierő (hollandul: Koninklijke Luchtmacht) a Holland Fegyveres Erők légi alakulata. Elődje a Holland Hadsereg hajdani repülőcsoportja, a  Luchtvaartafdeeling, amelyet 1913. július 13-án alapítottak mindössze 4 pilótával.

## Története

### A kezdetek 1913-ban

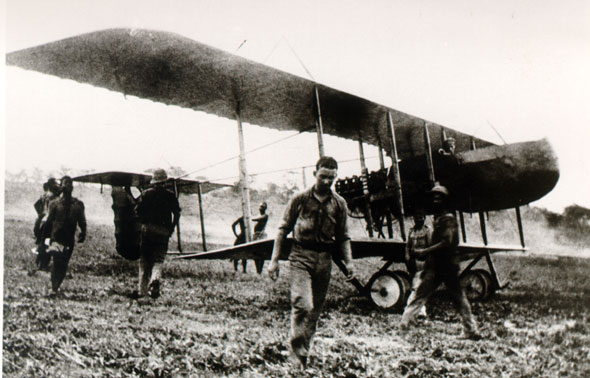
Farman F.40

A Holland Király Légierő a Holland Fegyveres Erők második legfiatalabb fegyverneme, amely négy részből áll: haditengerészeti erők, szárazföldi csapatok, légierő és katonai rendőrség.
A holland légierő története a Hadsereg Repülőcsoportjának megalapításával kezdődött 1913-ban (Luchtvaartafdeeling vagy rövidítve LVA) a soesterbergi reptéren (vliegbasis Soesterberg). Amikor megalakult, a Hadsereg Repülőcsoportjának csak egy repülőgépe volt, a Brik, amit 3 francia Farman géppel egészítettek ki néhány hónap múlva.
Ezek a gépek hamarosan elavultak és a holland vezetőség számos harci/felderítő Nieuport és Caudron repülőgépeket rendelt a régiek lecserélése végett.

### 1914-1918, első világháború
Hollandia semleges maradt az első világháborúban és a Hadsereg Repülőcsoportja sem vett részt semmilyen akcióban, helyette haderejét fejlesztette.
Pilótaképzéseket indítottak az alábbi ágazatokban: tiszti, technikai, légi felvételek készítése, meteorológiai és navigációs.
Számos új repülőteret alapítottak, ilyen Arnhem, Gilze-Rijen, Venlo és Vlissingen.

### A háborúk között
Az első világháború befejeztével a holland vezetőség csökkentette a védelmi erők költségvetését ennek eredménye az lett, hogy majdnem feloszlott a gondosan létrehozott Repülőcsoport.
A politikai feszültség Európában megnőtt az 1930-as évek végére, a vezetőség próbálta újraszervezni a fegyveres erőket 1938-ban, de sok probléma adódott, nem volt elég pilótaoktató, navigátor és pilóta, aki repülne az új, több motoros repülőgéppel.
A szabványosítások hiánya és az ebből eredő karbantartási problémák rámutattak arra, hogy bonyolult feladat az újjáépítés.

### A második világháború és a késő 1940-es évek

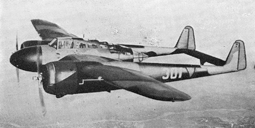
Fokker G.I Jachtkruiser

Ahogy a háborús feszültség nőtt, 1939 júliusában a Hadsereg Repülőcsoportját átnevezték a Hadsereg Repülődandárjává (Luchtvaartbrigade). 1939 augusztusában Hollandia vezetősége mobilizálta fegyveres erőit, de a korlátozott költségvetésnek köszönhetően a Hadsereg Repülődandárja mindössze 176 számos típusú harci repülőgépet üzemeltetett.

## Szervezete
- A Holland Királyi Légierő létszáma: 11 050 fő.

Harcászati alegységek:
- 5 vadászbombázó és vadászrepülő század
- 1 felderítő század
- 1 szállító század
- 1 kiképző század
- 6 helikopterszázad
- 12 légvédelmi rakétaüteg

## Fegyverzete
Repülők, helikopterek

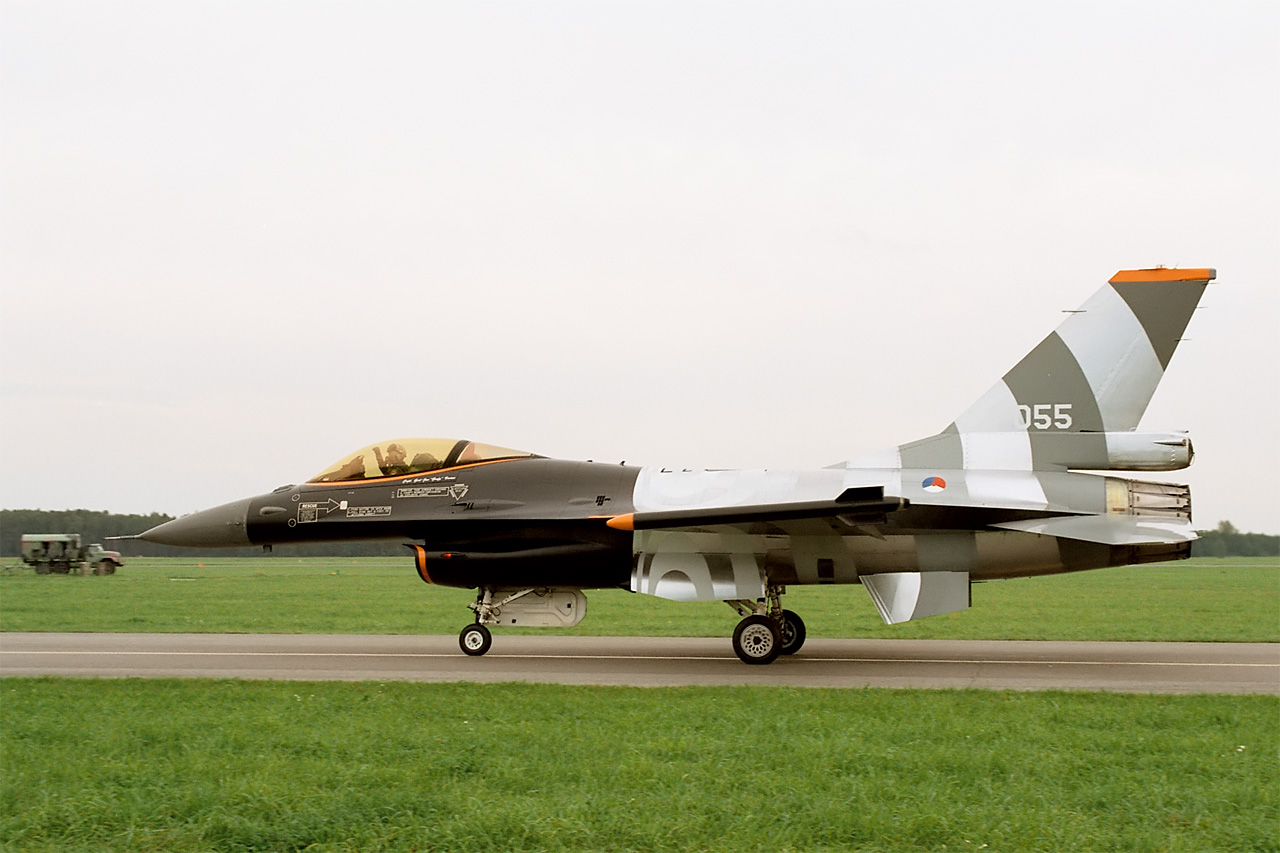
A Holland Királyi Légierő F-16-osa a Radom Air Show-n 2005-ben

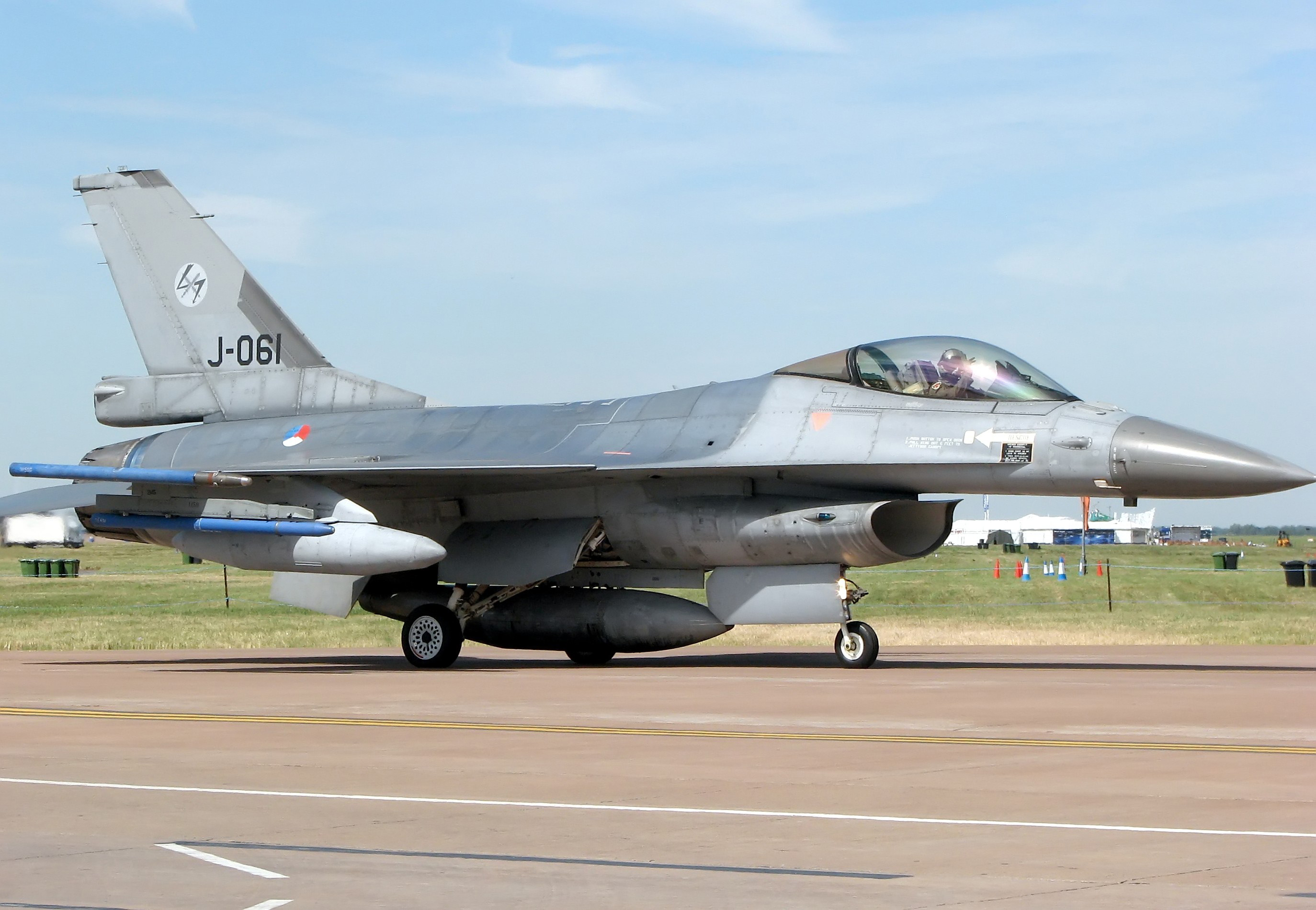
F-16A Fighting Falcon a Holland Királyi Légierő kötelékéből

- 137 db F–16A, F–16B (105 db 2007-ben)

2007-ben már "csak" 105 db F-16-os van rendszerben, ráadásul komoly problémát jelent a Holland Légierőnek, hogy nagy problémák nehezítik a Holland Légierő F-16 harci gépeinek üzemeltetését. Ugyanis a hadrendben álló több, mint száz gépből mindössze 40 darab van bevethető állapotban. A megdöbbentő adatot a holland De Telegraaf című lap hozta nyilvánosságra. A problémák abból adódnak, hogy bizonyos alkatrészekből tartós hiány keletkezett, valamint a gépek számához képest kis technikai személyzettel rendelkeznek.
- 2 db Fokker F50
- 4 db Fokker F60
- 2 db C–130H–30
- 2 db KDC–10, Gulfstream IV
- 13 db Pilatus PC–7
- 3 db Agusta Bell AB–412SP
- 4 db SA–316 Aérospatiale Alouette III
- 15 db Bo 105
- 30 db AH–64D Apache
- 13 db CH–47D Chinook
- 17 db AS–532U2
- 8 db MIM–23 Hawk légvédelmi rakétaüteg, ebből 4 Németországban
- 4 db MIM–104 Patriot légvédelmi rakétaüteg Németországban.